# Parcul Etnografic „Romulus Vuia“
Das Museum Parcul Etnografic „Romulus Vuia“  (deutsch Ethnographischer Park Romulus Vuia) ist ein Freilichtmuseum westlich des Zentrums von Cluj-Napoca (Klausenburg) in Siebenbürgen, Rumänien. Das Museum wurde am 12. April 1929 gegründet und ist damit das älteste Freilichtmuseum Rumäniens und eines der ältesten Freilichtmuseen Südosteuropas. Es besitzt 13 Bauernhäuser aus verschiedenen Regionen, 34 Objekte bäuerlicher Technik, 5 Werkstätten, 3 Holzkirchen und ein Friedhofstor.
Es ist Teil des Ethnographischen Museums von Transsylvanien.

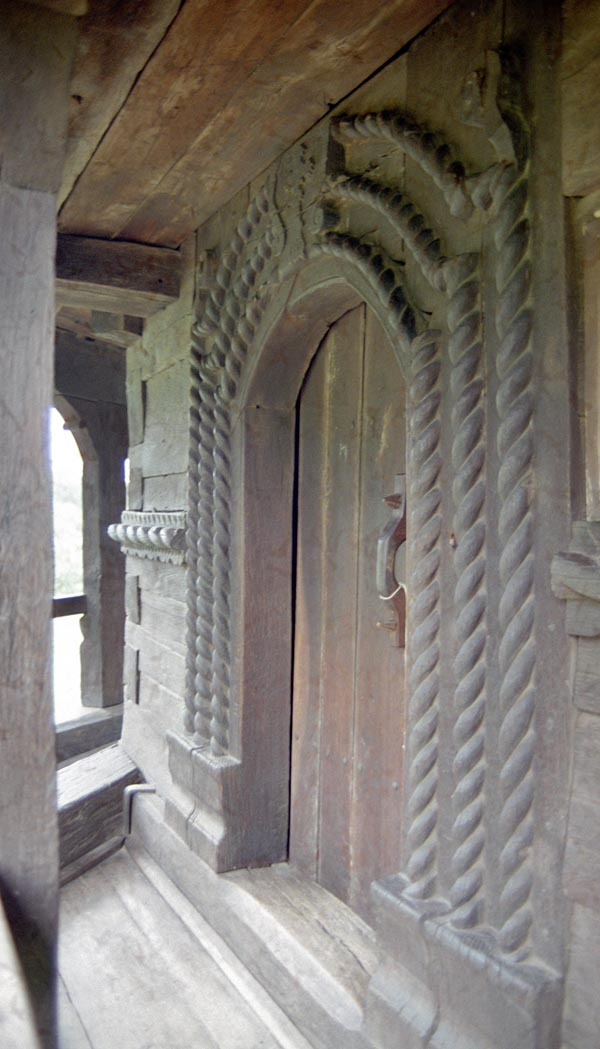
Eingangsportal der Cizer Kirche
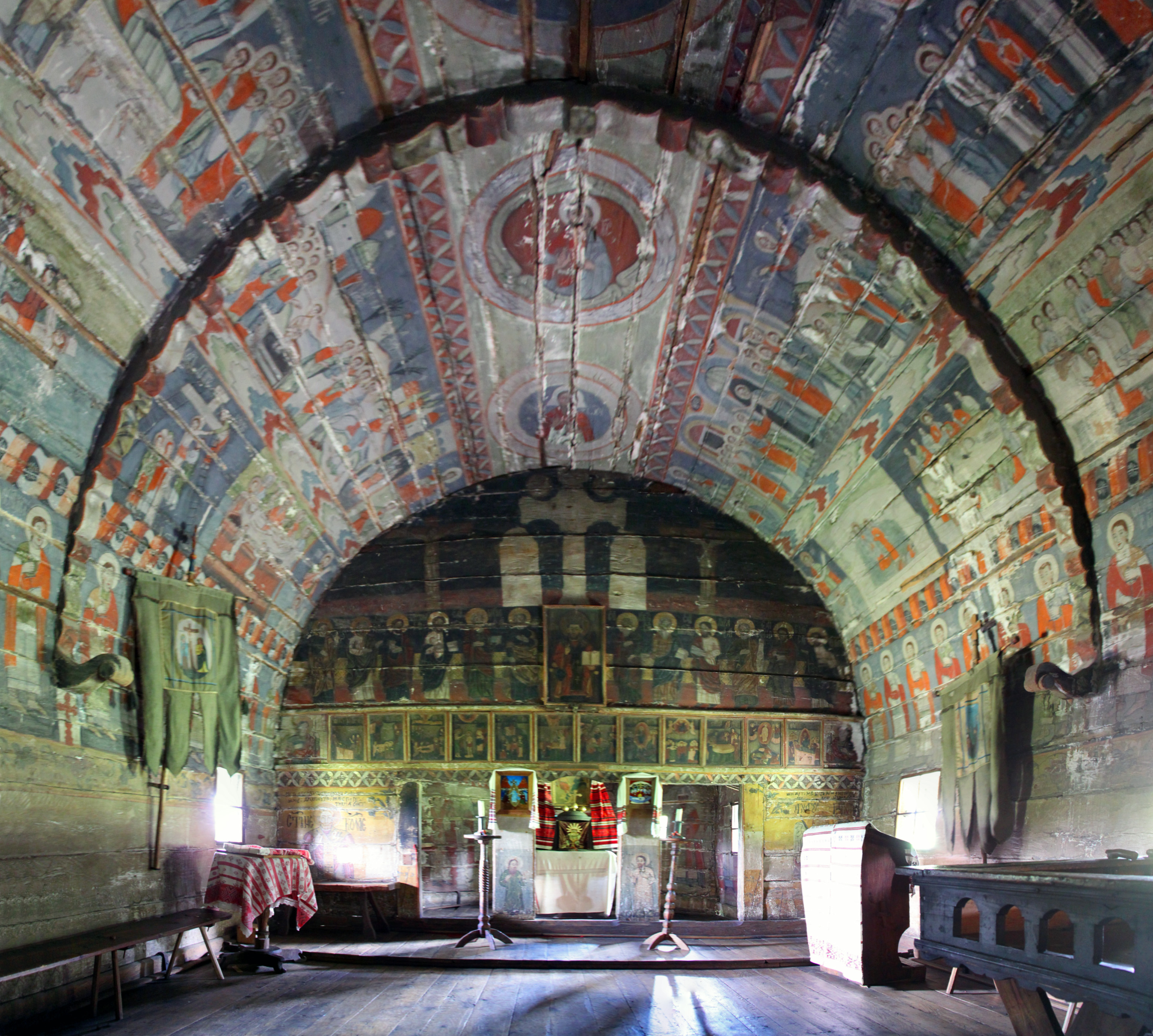
Innenansicht der  Cizer Kirche
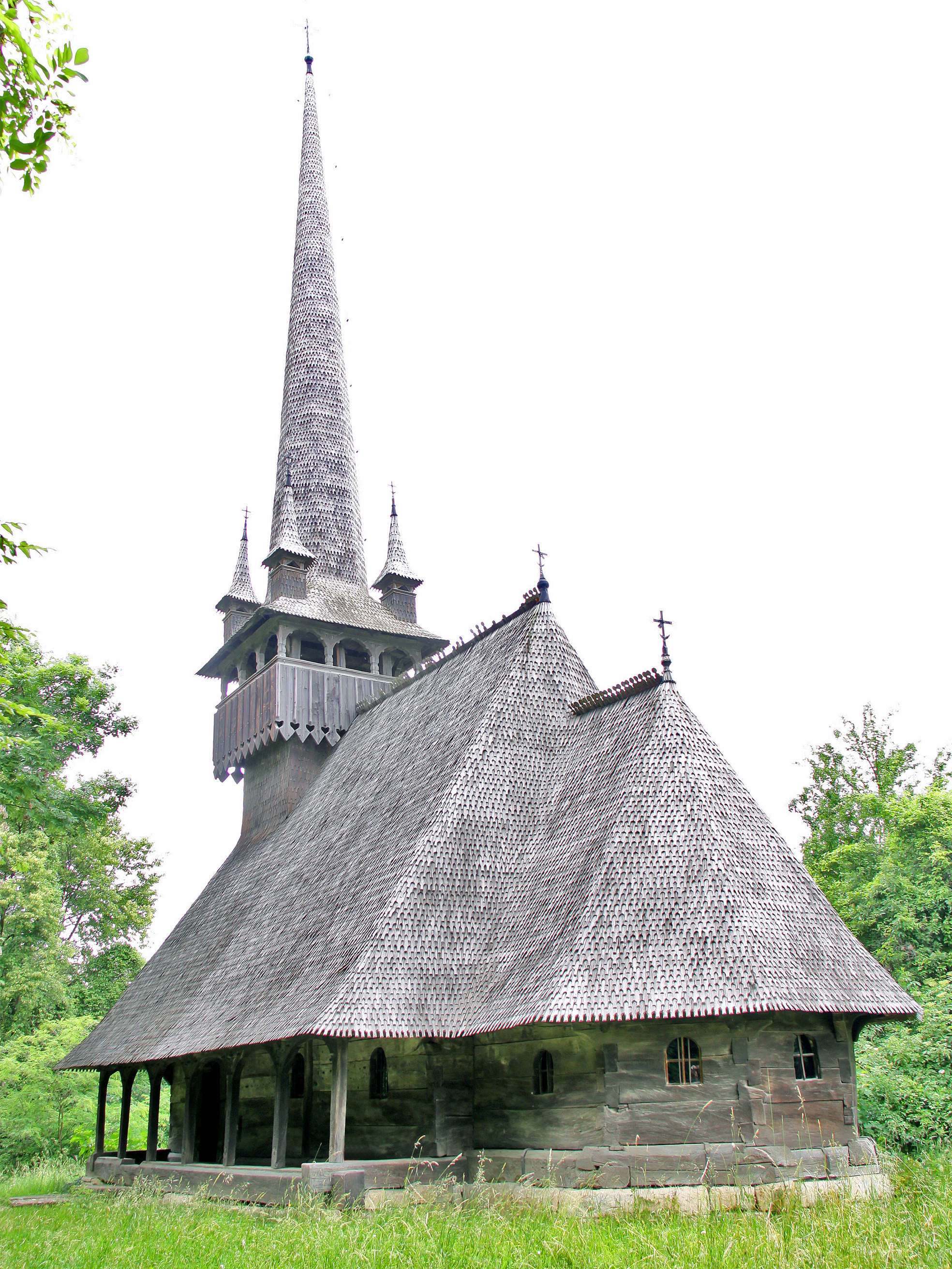
Petrindu Kirche
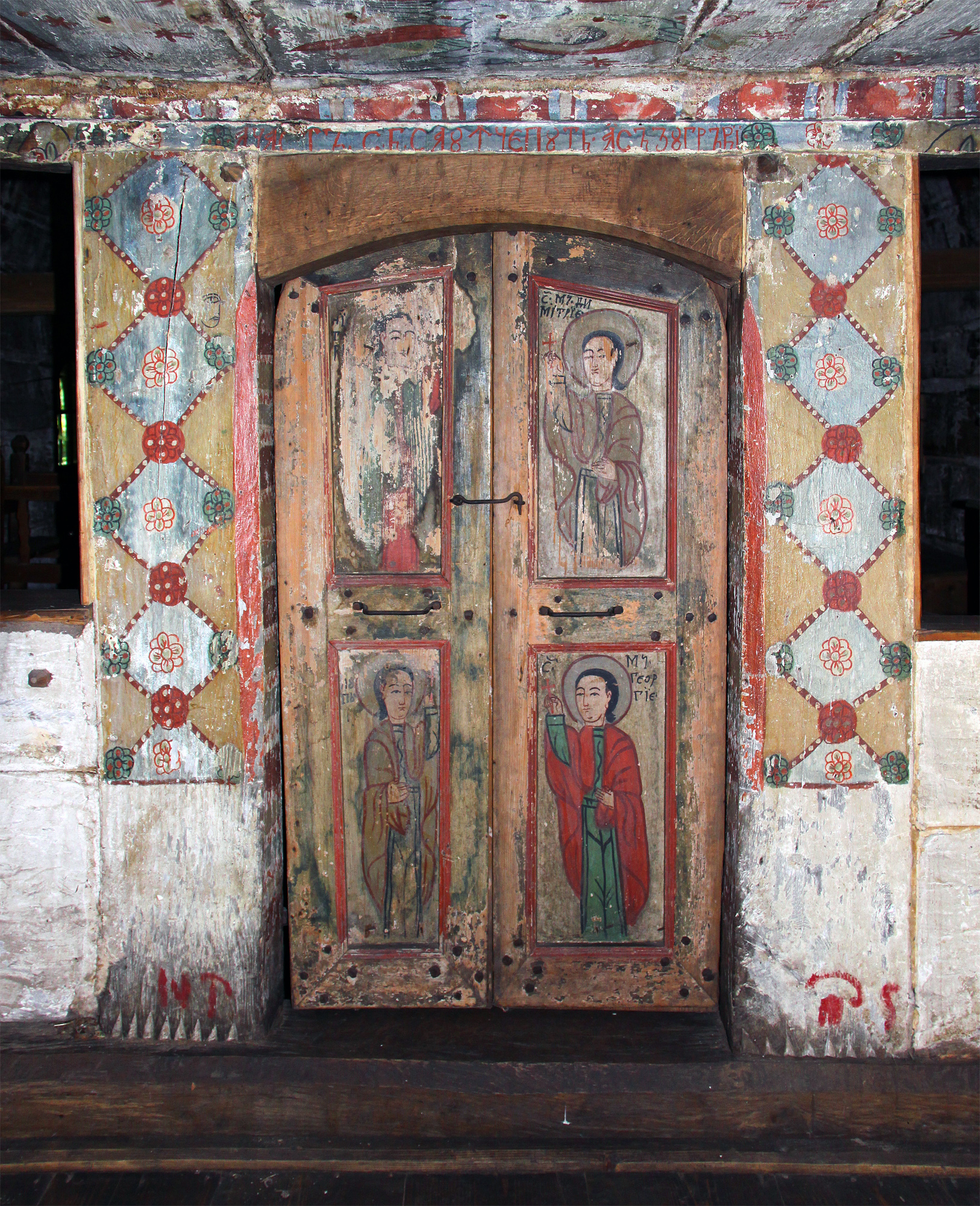
Innenansicht der Petrindu Kirche
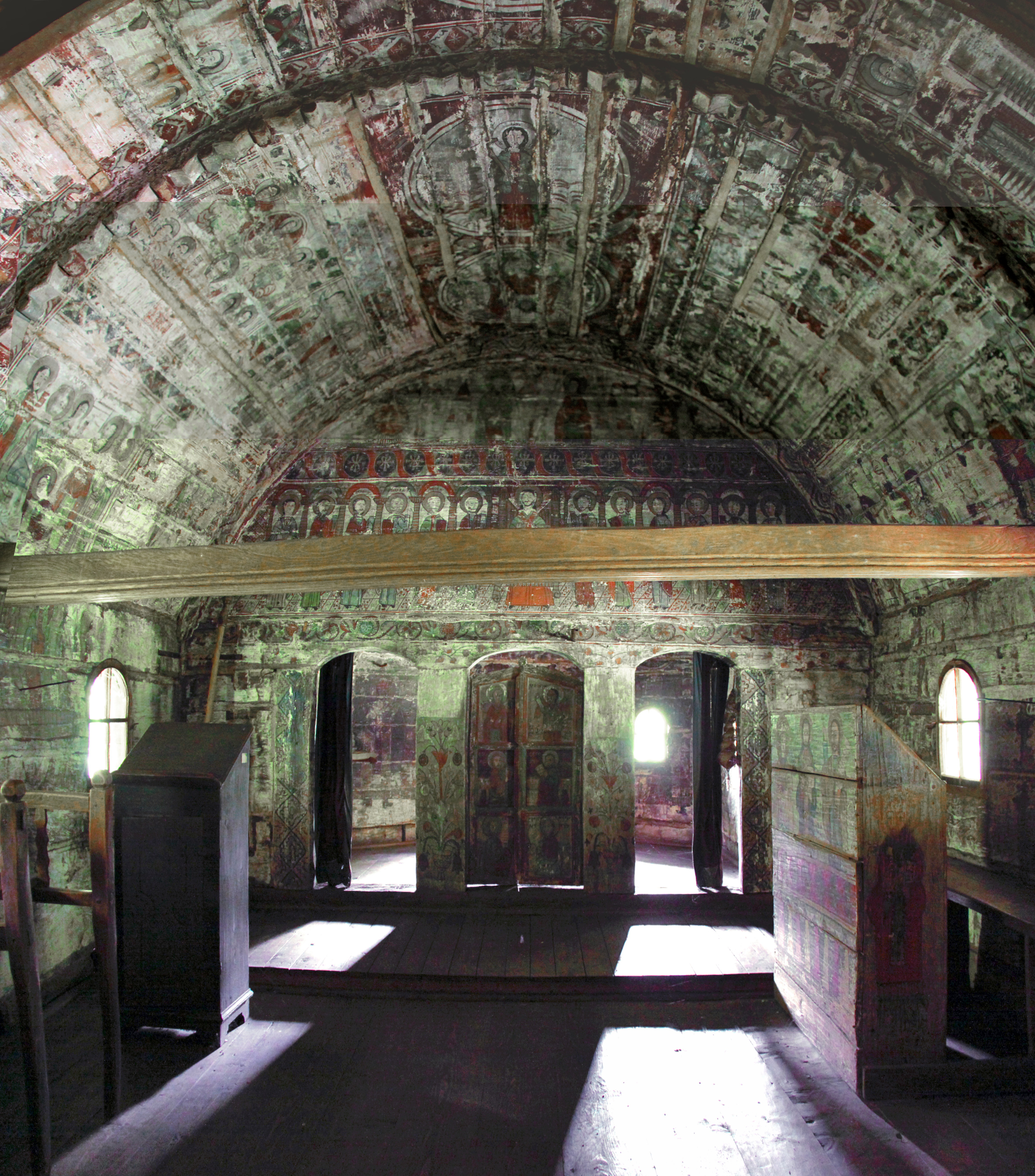
Innenansicht der Petrindu Kirche
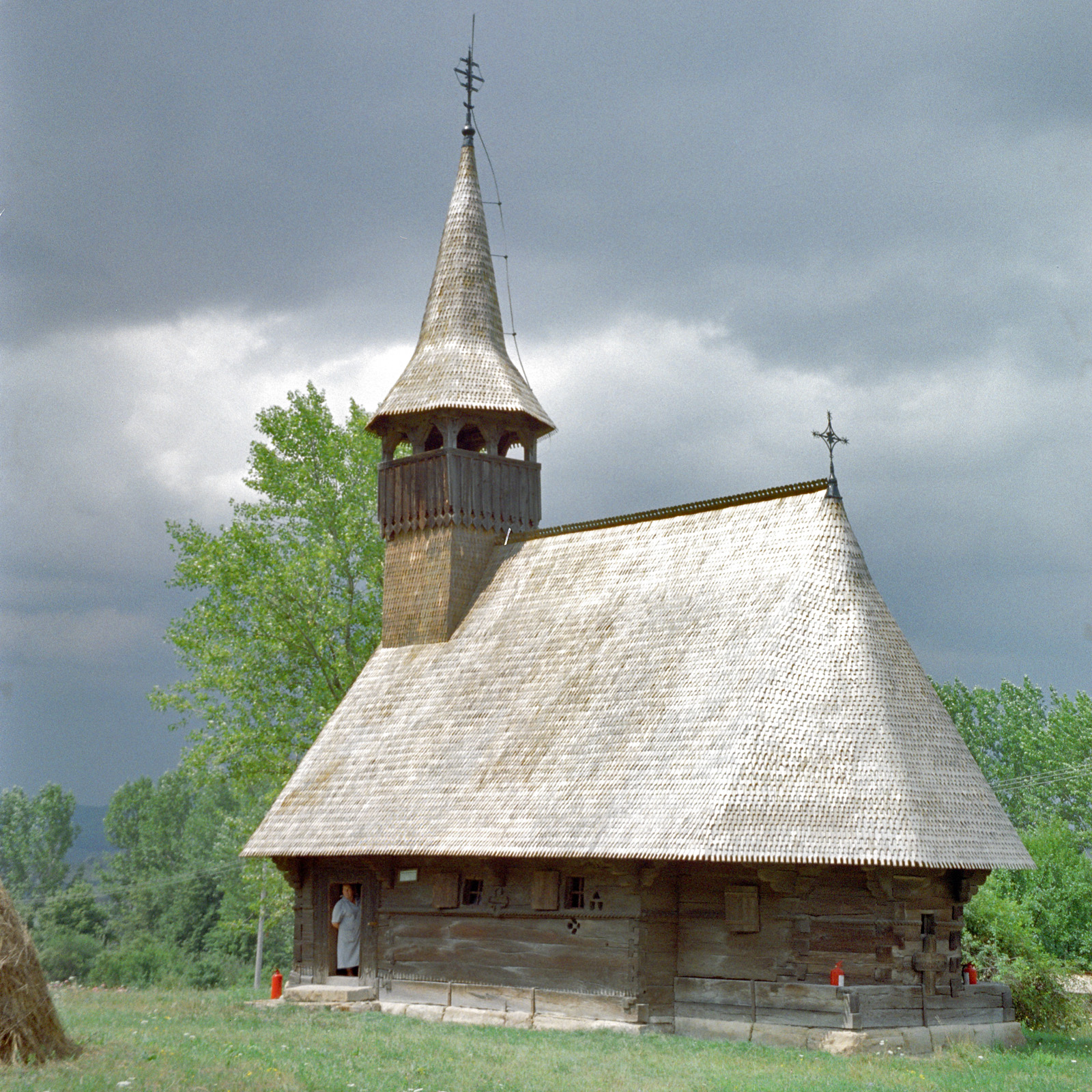
Chiraleş Kirche
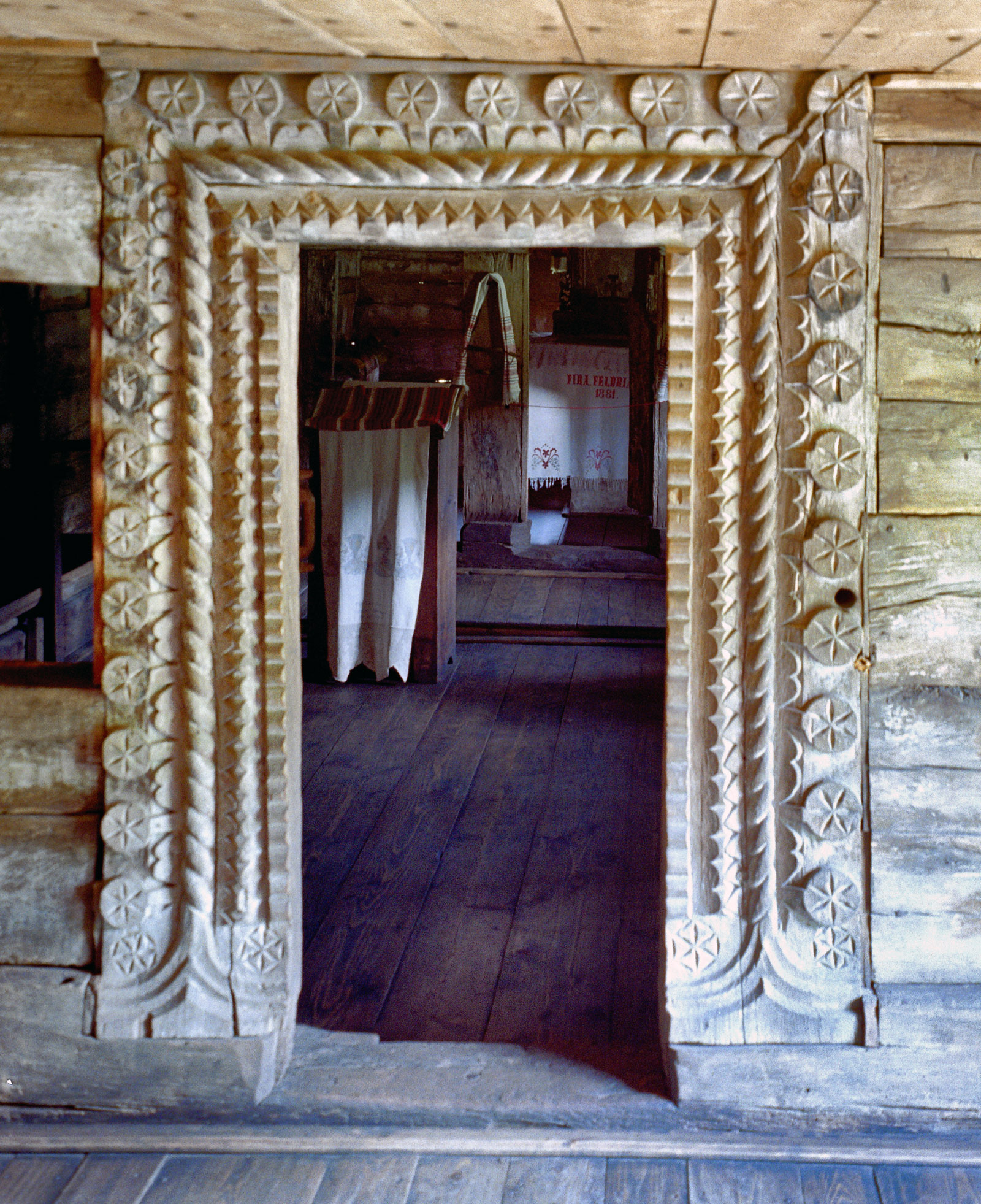
Innenansicht der Chiraleş Kirche
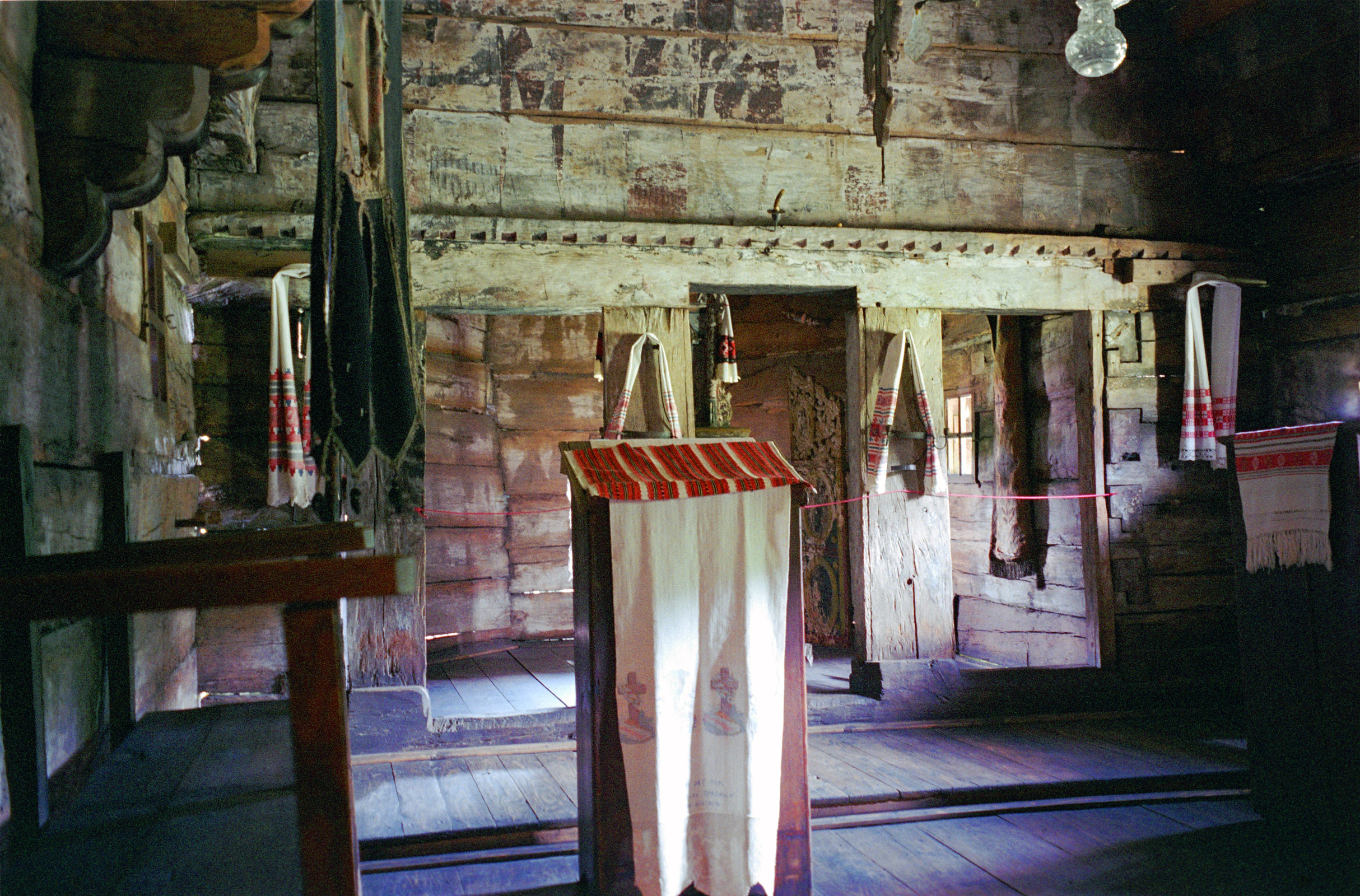
Innenansicht der Chiraleş Kirche